# Inhambanella henriquezii
Inhambanella henriquezii är en tvåhjärtbladig växtart som först beskrevs av Adolf Engler och Otto Warburg, och fick sitt nu gällande namn av Marcel Marie Maurice Dubard. Inhambanella henriquezii ingår i släktet Inhambanella och familjen Sapotaceae. Inga underarter finns listade i Catalogue of Life.